# Marc H. Plante
Marc H. Plante est un homme politique québécois. Élu à l'Assemblée nationale du Québec lors de l'élection générale québécoise de 2014, il représente la circonscription électorale de Maskinongé en tant que membre du Parti libéral du Québec.
D'octobre 2017 à août 2018, il est adjoint parlementaire du premier ministre Philippe Couillard pour les régions.

## Biographie
Né le 26 juin 1981 à Sainte-Angèle-de-Prémont, Marc H. Plante a toujours vécu dans sa région natale, la Mauricie. Il réside présentement à Louiseville, dans la MRC de Maskinongé.

## Formation académique
Marc H. Plante est titulaire d'un certificat en gestion des ressources humaines obtenu à l'Université du Québec à Trois-Rivières en 2008. Il a ensuite complété le programme court en communication appliquée aux relations publiques de l'UQAM en 2012 ainsi qu'un certificat en communication organisationnelle auprès du même établissement en 2014.

## Engagement social
Marc H. Plante a été vice-président et directeur général de la Chambre de commerce et d’industrie de la MRC de Maskinongé et directeur général intérimaire de la Fondation du Centre de santé et de services sociaux (CSSS) de Maskinongé. 
Actuellement, il siège au conseil d'administration de la Fondation Prévention suicide Les Deux Rives. Il fait partie du comité d'analyse du Pacte rural de la MRC de Maskinongé. Marc H. Plante est également un membre actif des clubs Optimistes, auprès desquels il a successivement détenu les rangs de président, lieutenant-gouverneur et gouverneur de la Mauricie. Enfin, il est membre de la Confrérie des Sarrasins, organisme de promotion des produits du terroir de Maskinongé au premier chef desquels se trouve le sarrasin.

## Vie politique
De 2009 à 2014, Marc H. Plante a été attaché politique des députés libéraux de Maskinongé, Francine Gaudet et Jean-Paul Diamond. 
Du 7 avril 2014 au 1er octobre 2018, il représente ses concitoyens à l'Assemblée nationale du Québec à titre de député de Maskinongé.
Il devient responsable des travaux de la Chambre au cabinet de la whip de l'opposition officielle, Nicole Ménard, en octobre 2018. Il est directeur de cabinet adjoint de la cheffe de l'opposition officielle, Dominique Anglade, en mai et en juin 2020, puis directeur de cabinet de la whip en chef de l'opposition officielle, Filomena Rotiroti, de juillet 2020 au 11 novembre 2022.

## Fonctions parlementaires au sein de la41elégislature
Marc H. Plante a été adjoint parlementaire du ministre du Développement durable, de l'Environnement et de la Lutte contre les changements climatiques, David Heurtel, de septembre 2015 à octobre 2017. En octobre 2017, il est nommé adjoint parlementaire du premier ministre Philippe Couillard pour les régions.
Il a également été membre de la Commission de l'économie et du travail depuis juin 2014 et de celle des transports et de l'environnement. 
Il participe activement aux relations internationales de l'Assemblée nationale du Québec, en tant que membre de la Délégation québécoise pour les relations avec la Bavière, la Fédération Wallonie-Bruxelles et la Région wallonne ainsi que l'Assemblée nationale française. 
Auparavant, Marc H. Plante a siégé à la Commission de la santé et des services sociaux et au Bureau de l'Assemblée nationale du Québec.  

## Vie après la politique
Il est directeur-général chez Accès Psy en janvier 2023, puis directeur développement et des partenariats à Centraide Mauricie et Centre-du-Québec en avril 2023.  

## Résultats électoraux
|                                                                                               | Nom                       | Parti               | Nombre de voix | %      | Maj.  |
| --------------------------------------------------------------------------------------------- | ------------------------- | ------------------- | -------------- | ------ | ----- |
|                                                                                               | Simon Allaire             | Coalition avenir    | 13 199         | 42,4 % | 4 517 |
|                                                                                               | Marc H. Plante (sortant)  | Libéral             | 8 682          | 27,9 % | -     |
|                                                                                               | Nicole Morin              | Parti québécois     | 3 987          | 12,8 % | -     |
|                                                                                               | Simon Piotte              | Québec solidaire    | 3 764          | 12,1 % | -     |
|                                                                                               | Amélie St-Yves            | Vert                | 609            | 2 %    | -     |
|                                                                                               | Maxime Rousseau           | Conservateur        | 463            | 1,5 %  | -     |
|                                                                                               | Alain Bélanger            | Citoyens au pouvoir | 206            | 0,7 %  | -     |
|                                                                                               | Jonathan Beaulieu Richard | Indépendant         | 204            | 0,7 %  | -     |
| Total                                                                                         | Total                     | Total               | 31 114         | 100 %  |       |
| Le taux de participation lors de l'élection était de 71,6 % et 553 bulletins ont été rejetés. |                           |                     |                |        |       |

|                                                                                               | Nom                      | Parti              | Nombre de voix | %      | Maj.  |
| --------------------------------------------------------------------------------------------- | ------------------------ | ------------------ | -------------- | ------ | ----- |
|                                                                                               | Marc H. Plante           | Libéral            | 13 658         | 39,2 % | 3 812 |
|                                                                                               | Martin Poisson           | Coalition avenir   | 9 846          | 28,3 % | -     |
|                                                                                               | Patrick Lahaie           | Parti québécois    | 8 739          | 25,1 % | -     |
|                                                                                               | Linda Delmé              | Québec solidaire   | 2 013          | 5,8 %  | -     |
|                                                                                               | Jimmy Thibodeau          | Parti nul          | 238            | 0,7 %  | -     |
|                                                                                               | Dany Brien               | Option nationale   | 154            | 0,4 %  | -     |
|                                                                                               | Laurence J. Requilé      | Parti équitable    | 119            | 0,3 %  | -     |
|                                                                                               | François-Xavier Richmond | Mon pays le Québec | 35             | 0,1 %  | -     |
| Total                                                                                         | Total                    | Total              | 34 802         | 100 %  |       |
| Le taux de participation lors de l'élection était de 73,8 % et 481 bulletins ont été rejetés. |                          |                    |                |        |       |